# Navas de San Antonio (kommun)
Navas de San Antonio är en kommun i Spanien.   Den ligger i provinsen Provincia de Segovia och regionen Kastilien och Leon, i den centrala delen av landet, 60 km nordväst om huvudstaden Madrid. Antalet invånare är 430.